# Otto de Nobel

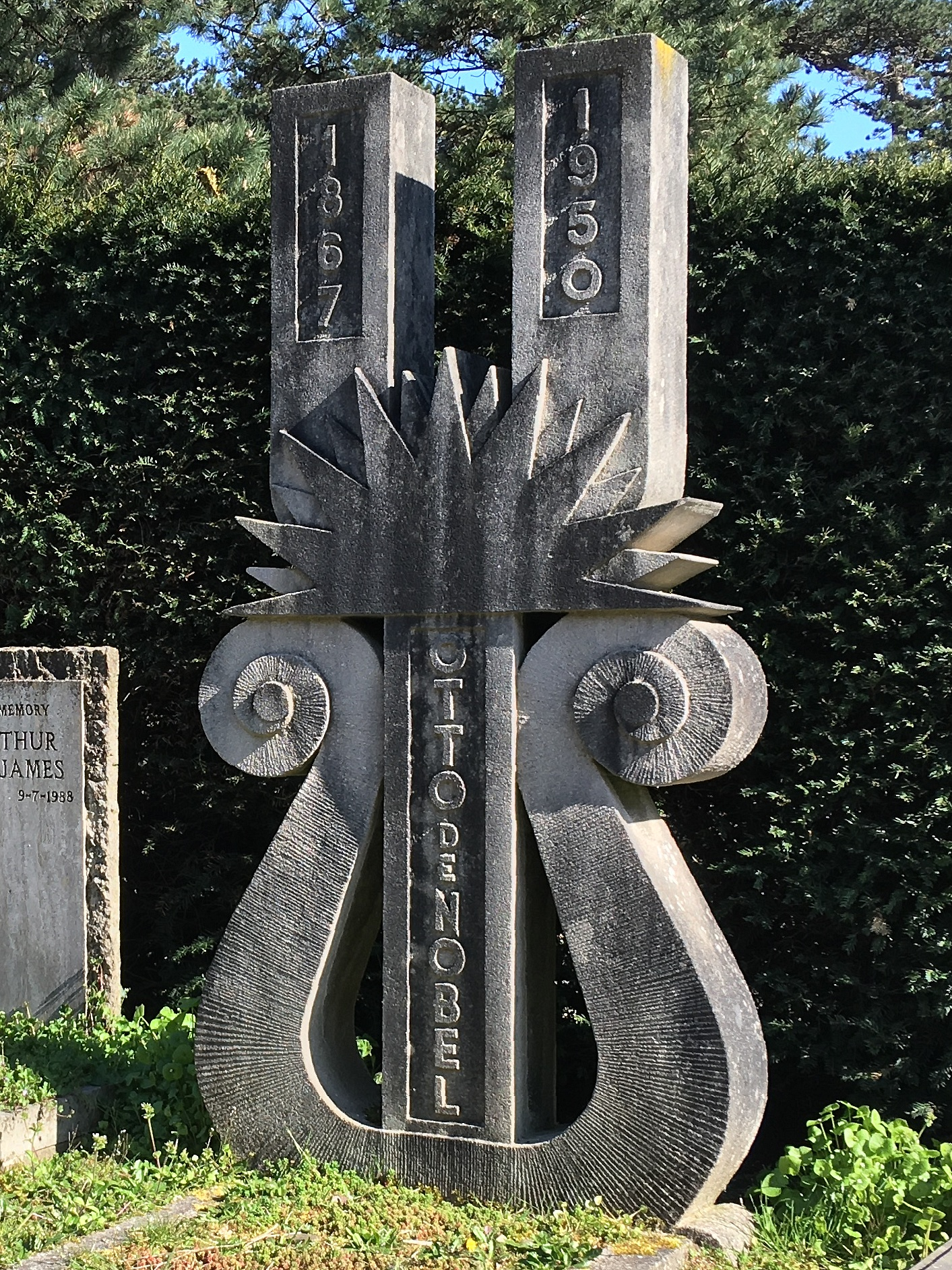
Graf Otto de Nobel (april 2021)

Otto Willem (Otto) de Nobel, ook wel bekend als Otto W. de Nobel, (Haarlem, 10 februari 1867 - Voorburg, 28 november 1950) was een Nederlandse dirigent en componist.

## Leven en werk
De Nobel werd in 1867 geboren als zoon van de letterzetter en boekdrukker Willem George Lodewijk de Nobel en Susanna Maria Otto. De Nobel volgde een zangopleiding aan de Haarlemse Muziekschool en het Conservatorium van Amsterdam. Als zanger met stemvoering bas stond hij in mei 1892 op het podium met een zanggezelschap onder leiding van Daniël de Lange met zangers als Johan Rogmans, Johan Messchaert en Aaltje Reddingius. Hij was ook enige tijd lid van de Nederlandse Opera van Cornelis van der Linden. Zijn stem liet het echter afweten, zodat een zangersloopbaan er niet langer inzat. Hij werd vervolgens docent in zang en muziek, dirigent en componist, onder andere aan het genoemd conservatorium (als vervanger van Messchaert). In 1898 werd hij directeur van het zangkoor De Stem des Volks in Amsterdam. Hij componeerde veel van de socialistische strijdliederen die tijdens de bijeenkomsten van de SDAP ten gehore werden gebracht. Als dirigent bracht hij voor de eerste maal in Nederland de Socialistenmars ten gehore. Als componist maakte hij de muziek bij onder meer  "Morgenrood"  van Dirk Troelstra (een broer van Pieter Jelles), "Eens komt de klare, schone dag" van Jan Oudegeest en "De roden roepen" van Carel Steven Adama van Scheltema.
De Nobel verwisselde regelmatig van koor en dirigeerde daarbij zowel socialistische zangkoren als niet-socialistische (Koninklijke Utrechsche Mannenzangvereniging, Koninklijke Zangvereeniging Rotte’s Mannenkoor en Euphoria in Den Haag). In 1914 probeerde hij een eigen muziekschool in Den Haag van de grond te krijgen. Hij toonde zich in zijn actieve jaren voorstander van de traditionele arbeiderszangcultuur, waarbij strijdliederen een onmisbaar element vormden. Vanwege problemen met zijn gezichtsvermogen stopte hij in 1937 met zijn beroepsmatige activiteiten als componist en dirigent. In 1944 werd zijn huis in het Haagse Bezuidenhout gebombardeerd, waardoor hij zijn vleugel en zijn opgebouwde archief verloren zag gaan.
Andere werken:
- Kom uit de dorpen (gemengd koor)
- Vaandellied (gemengd koor)
- Soper flumina Babylonia (gemengd koor)
- Psalm 8 (gemengd koor)
- Een nieuw lied van een meisje en een schipper (gemengd koor)
- Gerechtigheid (mannenkoor)
- Gij zult niet dooden (mannenkoor)

De Nobel trouwde op 12 januari 1893 te Haarlem met Theodora Groeneveld. Hij overleed in november 1950 op 83-jarige leeftijd in Voorburg. Hij werd begraven op de Algemene Begraafplaats Kerkhoflaan (B/V10/29). In de voorzomer van 1953 werd een monument naar ontwerp van de kunstenaar Hoek op zijn graf geplaatst. De onthulling vond plaats in aanwezigheid van het koor De Stem des Volks, dat liederen van hem zong. Tevens waren er afgevaardigden van de PvdA, NVV en VARA. Het monument laat een lier zien (verwijzing naar componist), een stemvork (dirigent) en een opgaande zon (morgenrood, een socialistisch symbool).
Pianist en dirigent Felix de Nobel en cellist Johan de Nobel zijn neven van Otto (via broer Pieter).